# Écs, Győr-Moson-Sopron
Écs  este un sat în districtul Pannonhalm, județul Győr-Moson-Sopron, Ungaria, având o populație de 1.835 de locuitori (2011). 

## Demografie
Componența etnică a satului Écs
     Maghiari (95,55%)
     Germani (2,75%)
     Necunoscut (1%)
     Alții (0,7%)
Componența confesională a satului Écs
     Romano-catolici (68,72%)
     Fără religie (4,9%)
     Reformați (3%)
     Necunoscută (21,58%)
     Alte religii (2,18%)
Conform recensământului din 2011, satul Écs avea 1.835 de locuitori. Din punct de vedere etnic, majoritatea locuitorilor (95,55%) erau maghiari, cu o minoritate de germani (2,75%). Apartenența etnică nu este cunoscută în cazul a 1,0% din locuitori.  Din punct de vedere confesional, majoritatea locuitorilor (68,72%) erau romano-catolici, existând și minorități de persoane fără religie (4,9%) și reformați (3,0%). Pentru 21,58% din locuitori nu este cunoscută apartenența confesională.